# Justicia hainanensis
Justicia hainanensis är en akantusväxtart som först beskrevs av Cheng Yih Wu och H.S.Lo, och fick sitt nu gällande namn av Nian He Xia och Y.F.Deng. Justicia hainanensis ingår i släktet Justicia och familjen akantusväxter. Inga underarter finns listade i Catalogue of Life.